# Hans-Wilhelm Loßmann
Hans-Wilhelm Loßmann (* 4. April 1936 in Berlin) ist ein ehemaliger deutscher Fußballtrainer. Er hat in den Fußball-Regionalligen Nord und Süd wie auch in der 2. Fußball-Bundesliga als hauptamtlicher Trainer gearbeitet und war mehrere Jahre Nachwuchskoordinator beim Bundesligisten SV Werder Bremen.

## Leben
Seine Eltern sind 1945 mit ihren zwei Kindern nach Oker im Harz verzogen. Dort besuchte Sohn Hans-Wilhelm die Mittelschule und durchlief anschließend eine dreijährige kaufmännische Lehre. Bis 1964 war er Angestellter in seiner Lehrfirma. Seine Leidenschaft galt aber dem Fußball. Über die Knaben- und Schülermannschaft des VfL Oker wechselte er 1950 in die Jugendabteilung des Goslarer SC 08. Nach der B- und A-Jugendzeit war er bis 1960 als Aktiver in der 1. Herrenmannschaft am Ball, die in den 1950ern in der Amateuroberliga Niedersachsen spielte. Er wurde früh als Spieler der 1. Mannschaft Jugendtrainer und Jugendleiter bei Nullacht und bereits 1961 Leiter der Fußballabteilung. Mit 21 Jahren hatte er die Ausbildung zum B-Lizenztrainer, mit 23 Jahren die A-Lizenzausbildung unter DFB-Trainer Helmut Schön erfolgreich durchlaufen. Durch Empfehlung von Dettmar Cramer kam Loßmann 1964 zu Werder Bremen, wo er im A-Juniorenbereich und mit den Werder Amateuren arbeitete. Als er bereits in der zweitklassigen Regionalliga Nord Erfahrung gesammelt hatte, absolvierte er im Jahr 1971 auch noch die Ausbildung zum Fußball-Lehrer. Der spätere DFB-Ausbildungsleiter Erich Rutemöller war in Köln Lehrgangskollege von Loßmann.
Nachdem er mit den Werder A-Junioren 1965 die Norddeutsche Meisterschaft gewonnen hatte, gelang ihm mit den Werder Amateuren nach dem Gewinn in der Bremen-Liga auch 1966 der Erfolg im Wettbewerb um die Deutsche Amateurmeisterschaft. Am 2. Juli 1966 setzten sich die von Loßmann trainierten Werder Amateure in Herford mit einem klaren 5:1 gegen Titelverteidiger Hannover 96 Amateure durch. Mit Gerhard Teupel, Claus Schygula, Herbert Schröder, Jürgen Ey und Carsten Baumann schafften mehrere Angehörige dieser Mannschaft in den nächsten Jahren den Sprung in den bezahlten Fußball.
Loßmann selbst nahm zur Saison 1967/68 das Angebot vom VfL Osnabrück in der zweitklassigen Fußball-Regionalliga Nord als Cheftrainer an und wechselte zur Mannschaft vom Stadion an der Bremer Brücke. Der Jungtrainer brachte von den Werder Amateuren die vier Spieler Carsten Baumann, Jürgen Ey, Herbert Schröder und Dieter Fesske mit; wobei Baumann, Ey und Schröder in den nächsten Jahren die Erfolgsgeschichte der Lila-Weißen prägen sollten.
Sein Debüt als Trainer im Vertragsspielerfußball stand unter keinem glücklichen Stern: Bereits am 20. Oktober 1967 wurde er vom VfL-Präsidium nach neun Punktspielen mit 8:10 Punkten beurlaubt. Der Neuaufbau der Mannschaft gestaltete sich schwierig und verlief nicht reibungslos, der neue Trainer hatte im Präsidium nicht den nötigen Rückhalt. Auf Druck der Öffentlichkeit wurde aber eine überraschende Kehrtwendung vollzogen, Loßmann konnte ab dem 3. November 1967 wieder seine Arbeit mit der VfL-Mannschaft fortsetzen. Am letzten Rundenspieltag, den 12. Mai 1968, verabschiedete sich Loßmann mit einer 2:3-Auswärtsniederlage beim FC St. Pauli vom VfL Osnabrück. Mit 34:30 Punkten stand das Team um Friedhelm Holtgrave und Willi Mumme auf dem 7. Rang und feierte in den nächsten drei Runden jeweils die Meisterschaft in der Regionalliga Nord. Kenner der VfL-Szene bescheinigen Loßmann „die Basis für den Gewinn von drei Nordmeisterschaften gelegt zu haben“.
Zur Saison 1968/69 übernahm Loßmann das Traineramt bei Bremerhaven 93. Mit der Mannschaft vom Zollinlandstadion belegte er den 9. Rang in der Regionalliga Nord. Von den Neuzugängen hatten sich mit Torhüter Horst Grunenberg und Angreifer Willi Reimann zwei Mann in die Stammelf um Egon Coordes, Horst Bertl und Eckhard Deterding gespielt. Im zweiten Jahr, 1969/70 verbesserte sich Bremerhaven auf den 6. Rang und Reimann schoss sich mit 20 Treffern unter die besten Torschützen. Im April 1970 hatte sich der Verein aber von Loßmann getrennt.
Er führte danach seine Trainerausbildung an der Sporthochschule Köln zum Fußball-Lehrer durch und trainierte in dieser Zeit den VfL Benrath. Zur Saison 1971/72 trat er seine nächste Trainerstelle in der Regionalliga an, er übernahm im Süden den KSV Hessen Kassel. In der Hinrunde 1972/73 trennte sich Kassel von Loßmann. Jetzt ging sein Weg wieder in den Norden; zur letzten Saison der alten zweitklassigen Regionalliga, 1973/74, war er für Olympia Wilhelmshaven verantwortlich. Er belegte mit den Jadestädtern den 7. Rang und damit war Olympia ab 1974/75 für die neu installierte 2. Fußball-Bundesliga qualifiziert. Zwar erzielte Neuzugang Willi Götz in 36 Ligaeinsätzen 15 Tore, aber mit dem 17. Rang konnte in der 20er-Nordstaffel der Klassenerhalt nicht erreicht werden. Im März 1975 wurde Loßmann abgelöst. Es folgten noch Stationen in der 2. Bundesliga bei der SpVgg Erkenschwick und Eintracht Trier, aber danach war mit dem Vereinsfußball im Profibereich Schluss.
Er kehrte wieder zum SV Werder Bremen zurück, jetzt aber als Nachwuchskoordinator und Chef im Jugendbereich. Ehefrau Ulrike leitete das vereinseigene Jugendinternat an der Brautstraße. Auslandserfahrungen sammelte er in Sambia, Südafrika, Japan, China, Norwegen und in den USA. 2002 war er Coach von Civics FCC in Windhoek in Namibia.
Als 80-Jähriger nahm er im April 2016 an einem Treffen des Amateurmeisters des Jahres 1966 teil.